# Super League 2009/10 (Griechenland)
Die Super League 2009/10 war die 74. Spielzeit der höchsten griechischen Spielklasse im Männerfußball sowie die vierte Austragung unter dem Namen Super League. Die Meisterschaft wurde mit 16 Vereinen ausgespielt, den 13 besten der Saison 2008/09 und drei Aufsteigern aus der Beta Ethniki. Zum ersten Mal seit der Umbenennung der Liga von Alpha Ethniki in Super League wurde nicht Olympiakos Piräus Meister, Panathinaikos Athen setzte sich durch und belegte den ersten Platz. In den Playoffs fiel Piräus vom zweiten Rang in der regulären Saison auf den fünften zurück. Ansonsten hatten diese keinen weiteren Einfluss auf die Platzierungen der einzelnen Mannschaften. Einzig PAS Ioannina stieg direkt wieder ab.

## Vereine

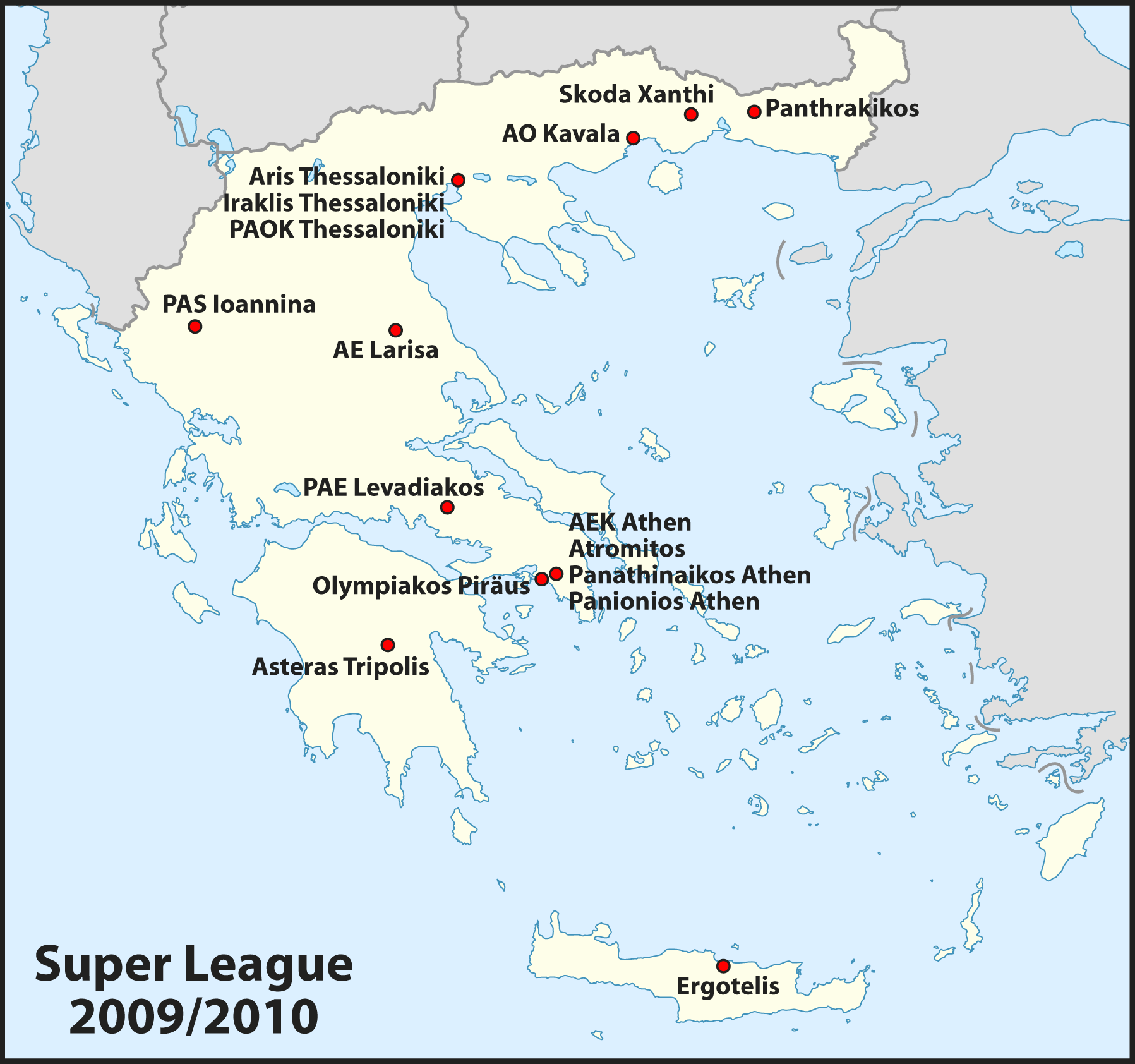
Vereine der Super League 2009/10

Die drei Vereine Atromitos, AO Kavala und PAS Ioannina ersetzten die Absteiger Thrasyvoulos Fylis, Panserraikos und OFI Kreta.
| Verein               | Wappen           | Ort          | Stadion                  | Kapazität |
| -------------------- | ---------------- | ------------ | ------------------------ | --------- |
| AEK Athen            | AEK              | Athen        | Olympiastadion Athen     | 71.030    |
| Aris Thessaloniki    |                  | Thessaloniki | Kleanthis Vikelidis      | 23.220    |
| Asteras Tripolis     | Asteras Tripolis | Tripoli      | Stadion Asteras Tripolis | 04.000    |
| Atromitos Athen      | Atromitos        | Peristeri    | Peristeri-Stadion        | 10.200    |
| Ergotelis            |                  | Iraklio      | Pankritio Stadio         | 26.400    |
| PAS Ioannina         | PAS Ioannina     | Ioannina     | Zisomades-Stadion        | 07.500    |
| Iraklis Thessaloniki | Iraklis          | Thessaloniki | Kaftanzoglio-Stadion     | 28.000    |
| AO Kavala            | Kavala           | Kavala       | Kavala-Stadion           | 12.500    |
| AE Larisa            | Larisa           | Larisa       | Alkazar-Stadion          | 13.108    |
| Levadiakos           | Levadiakos       | Livadia      | Stadio Livadias          | 05.915    |
| Olympiakos Piräus    | Olympiakos       | Piräus       | Karaiskakis-Stadion      | 33.334    |
| Panathinaikos Athen  | Panathinaikos    | Athen        | Olympiastadion Athen     | 71.030    |
| Panionios Athen      | Panionios        | Athen        | Nea Smyrni               | 11.700    |
| Panthrakikos         | Panthrakikos     | Komotini     | Komotini Stadion         | 03.000    |
| PAOK Thessaloniki    | PAOK             | Thessaloniki | Stadio Toumpas           | 28.701    |
| Skoda Xanthi         | Xanthi           | Xanthi       | Skoda-Xanthi-Stadion     | 07.500    |

## Hauptrunde

### Tabelle
| Pl. | Verein                   | Sp. | S  | U  | N  | Tore    | Diff. | Punkte |
| --- | ------------------------ | --- | -- | -- | -- | ------- | ----- | ------ |
| 1.  | Panathinaikos Athen      | 30  | 22 | 4  | 4  | 054:170 | +37   | 70     |
| 2.  | Olympiakos Piräus (M, P) | 30  | 19 | 7  | 4  | 047:180 | +29   | 64     |
| 3.  | PAOK Thessaloniki        | 30  | 19 | 5  | 6  | 041:160 | +25   | 62     |
| 4.  | AEK Athen                | 30  | 15 | 8  | 7  | 043:310 | +12   | 53     |
| 5.  | Aris Thessaloniki        | 30  | 12 | 10 | 8  | 035:280 | +7    | 46     |
| 6.  | AO Kavala (N)            | 30  | 10 | 9  | 11 | 031:320 | −1    | 39     |
| 7.  | Atromitos Athen (N)      | 30  | 10 | 8  | 12 | 034:360 | −2    | 38     |
| 8.  | AE Larisa                | 30  | 10 | 7  | 13 | 031:420 | −11   | 37     |
| 9.  | Panionios Athen          | 30  | 9  | 10 | 11 | 034:350 | −1    | 37     |
| 10. | Iraklis Thessaloniki     | 30  | 10 | 7  | 13 | 039:410 | −2    | 37     |
| 11. | Ergotelis                | 30  | 9  | 9  | 12 | 037:410 | −4    | 36     |
| 12. | Asteras Tripolis         | 30  | 10 | 6  | 14 | 029:360 | −7    | 36     |
| 13. | Skoda Xanthi             | 30  | 10 | 5  | 15 | 027:360 | −9    | 35     |
| 14. | Levadiakos               | 30  | 9  | 7  | 14 | 031:440 | −13   | 34     |
| 15. | PAS Ioannina (N)         | 30  | 7  | 7  | 16 | 027:460 | −19   | 28     |
| 16. | Panthrakikos             | 30  | 3  | 3  | 24 | 021:620 | −41   | 12     |

Platzierungskriterien: 1. Punkte – 2. Direkter Vergleich (Punkte, Tordifferenz, geschossene Tore) – 3. Tordifferenz – 4. geschossene Tore

| (M) | amtierender griechischer Meister     |
| (P) | amtierender griechischer Pokalsieger |
| (N) | Neuaufsteiger aus der Beta Ethniki   |

### Kreuztabelle
| ↓Heim / Auswärts→    | AEK Athen |     | Asteras Tripolis | Atromitos Athen | PAS Ioannina | ERG | Iraklis Saloniki | AO Kavala | AE Larisa (Fußball) | Levadiakos | Skoda Xanthi | Olympiakos Piräus (Fußball) | Panathinaikos Athen (Fußball) | Panthrakikos | Panionios Athen | Paok Saloniki |
| -------------------- | --------- | --- | ---------------- | --------------- | ------------ | --- | ---------------- | --------- | ------------------- | ---------- | ------------ | --------------------------- | ----------------------------- | ------------ | --------------- | ------------- |
| AEK Athen            |           | 1-0 | 2-0              | 3-3             | 3-1          | 1-0 | 1-0              | 3-0       | 3-1                 | 3-2        | 3-1          | 1-2                         | 0-1                           | 3-2          | 1-1             | 1-0           |
| Aris Thessaloniki    | 1-1       |     | 0-1              | 1-0             | 1-0          | 2-1 | 4-2              | 0-0       | 2-0                 | 1-0        | 1-0          | 1-0                         | 0-0                           | 0-2          | 1-1             | 2-0           |
| Asteras Tripolis     | 2-0       | 2-1 |                  | 1-2             | 3-0          | 2-4 | 0-4              | 1-0       | 0-0                 | 2-1        | 0-0          | 1-3                         | 0-1                           | 3-1          | 2-0             | 1-1           |
| Atromitos Athen      | 0-1       | 0-3 | 0-0              |                 | 2-1          | 0-0 | 2-1              | 2-0       | 2-1                 | 3-0        | 1-0          | 0-1                         | 0-3                           | 3-1          | 1-0             | 0-0           |
| PAS Ioannina         | 1-1       | 1-2 | 1-0              | 1-0             |              | 1-0 | 2-3              | 2-1       | 2-0                 | 1-1        | 0-0          | 2-2                         | 0-1                           | 2-0          | 2-3             | 0-1           |
| Ergotelis            | 2-2       | 0-0 | 4-3              | 1-1             | 3-1          |     | 1-3              | 1-0       | 0-0                 | 1-0        | 1-0          | 1-1                         | 0-3                           | 4-0          | 0-0             | 0-2           |
| Iraklis Thessaloniki | 1-1       | 2-2 | 1-0              | 2-2             | 2-0          | 0-2 |                  | 1-0       | 2-1                 | 1-1        | 2-4          | 1-0                         | 0-1                           | 3-1          | 0-2             | 1-1           |
| AO Kavala            | 2-1       | 1-1 | 0-1              | 2-1             | 1-0          | 1-3 | 1-0              |           | 3-3                 | 2-2        | 2-1          | 0-0                         | 2-2                           | 3-0          | 1-1             | 0-0           |
| AE Larisa            | 1-0       | 2-2 | 1-0              | 2-2             | 0-0          | 1-0 | 2-1              | 1-0       |                     | 1-2        | 2-0          | 0-2                         | 0-3                           | 0-2          | 2-2             | 2-1           |
| Levadiakos           | 0-0       | 0-2 | 1-0              | 1-1             | 4-1          | 2-2 | 1-0              | 0-1       | 3-0'                |            | 2-1          | 0-3                         | 0-2                           | 2-0          | 1-0             | 0-2           |
| Skoda Xanthi         | 1-0       | 2-1 | 2-0              | 2-1             | 1-1          | 1-0 | 4-3              | 2-1       | 0-1                 | 1-0        |              | 0-1                         | 1-2                           | 1-0          | 1-2             | 0-3           |
| Olympiakos Piräus    | 1-2       | 2-1 | 3-0              | 2-0             | 2-2          | 2-1 | 1-1              | 0-0       | 2-1                 | 5-1        | 0-0          |                             | 2-0                           | 3-0          | 1-0             | 0-1           |
| Panathinaikos Athen  | 1-1       | 2-1 | 1-1              | 3-1             | 4-0          | 4-1 | 2-0              | 0-2       | 4-0                 | 3-0        | 1-0          | 0-1                         |                               | 2-0          | 2-1             | 2-1           |
| Panthrakikos         | 1-2       | 1-1 | 0-0              | 0-3             | 1-2          | 3-2 | 1-2              | 1-3       | 1-3                 | 0-2        | 1-1          | 0-2                         | 0-1                           |              | 0-1             | 1-2           |
| Panionios Athen      | 3-1       | 1-1 | 1-3              | 2-1             | 3-1          | 1-1 | 0-0              | 1-2       | 0-3                 | 2-2        | 3-0          | 0-1                         | 0-2                           | 3-1          |                 | 0-0           |
| PAOK Thessaloniki    | 0-1       | 4-1 | 1-0              | 1-0             | 2-0          | 4-1 | 1-0              | 1-0       | 1-0                 | 3-0        | 1-0          | 1-2                         | 2-1                           | 3-0          | 1-0             |               |

## Playoffs
Die Teams, die sich am Ende der laufenden Super League Saison auf den Plätzen zwei bis fünf wiederfanden, spielten in den sogenannten Play-offs, einem Mini-Ausscheidungsturnier, um die europäischen Startplätze. Dabei erhielten die Vereine, die in der regulären Saison die Plätze zwei bis vier belegt hatten, den Vorsprung zum Viertplatzierten Aris Saloniki durch fünf geteilt und gerundet. Dem Sieger der Playoffs war die Teilnahme an der 3. Qualifikationsrunde der UEFA Champions League sicher. Der Zweitplatzierte qualifizierte sich für die Play-off-Runde der UEFA Europa League, der Drittplatzierte startete in Qualifikationsrunde drei und der Vierte in der 2. Qualifikationsrunde der UEFA Europa League.

### Tabelle
| Pl. | Verein            | Sp. | S | U | N | Tore    | Diff. | Punkte | Bonus | Gesamt |
| --- | ----------------- | --- | - | - | - | ------- | ----- | ------ | ----- | ------ |
| 1.  | PAOK Thessaloniki | 6   | 4 | 1 | 1 | 007:300 | +4    | 13     | 3     | 16     |
| 2.  | AEK Athen         | 6   | 2 | 2 | 2 | 008:700 | +1    | 08     | 1     | 9      |
| 3.  | Aris Thessaloniki | 6   | 2 | 2 | 2 | 008:900 | −1    | 08     | 0     | 8      |
| 4.  | Olympiakos Piräus | 6   | 1 | 1 | 4 | 003:700 | −4    | 04     | 4     | 8      |

Platzierungskriterien: 1. Punkte – 2. Direkter Vergleich (Punkte, Tordifferenz, geschossene Tore) – 3. Tordifferenz – 4. geschossene Tore

### Kreuztabelle
| 2009/10           | Paok Saloniki | AEK |     | Olympiakos Piräus (Fußball) |
| PAOK Thessaloniki |               | 1:0 | 2:0 | 1:0                         |
| AEK Athen         | 0:0           |     | 4:2 | 2:1                         |
| Aris Thessaloniki | 3:2           | 1:1 |     | 2:0                         |
| Olympiakos Piräus | 0:1           | 2:1 | 0:0 |                             |

## Torschützenliste
| Pl. | Spieler                | Verein               | Tore |
| --- | ---------------------- | -------------------- | ---- |
| 01. | Djibril Cissé          | Panathinaikos Athen  | 23   |
| 02. | Javier Cámpora         | Aris Thessaloniki    | 13   |
| 03. | Giorgos Barkoglou      | Levadiakos           | 11   |
| 03. | Victoraş Iacob         | Iraklis Thessaloniki | 11   |
| 05. | Benjamin Onwuachi      | AO Kavala            | 10   |
| 05. | Danijel Cesarec        | Asteras Tripolis     | 10   |
| 07. | Konstantinos Mitroglou | Olympiakos Piräus    | 9    |
| 07. | Vladimir Ivić          | PAOK Thessaloniki    | 9    |
| 07. | Ismael Blanco          | AEK Athen            | 9    |
| 07. | Ignacio Scoccoi        | AEK Athen            | 9    |

ohne Playoffs

## Die Meistermannschaft von Panathinaikos Athen
| 1. | Panathinaikos Athen |
|    | - Tor: Alexandros Tzorvas (26/-), Mario Galinović (3/-), Orestis Karnezis (1/-) - Abwehr: Loukas Vyntra (24/3), Cédric Kanté (21/-), Josu Sarriegi (21/-), Nikolaos Spyropoulos (21/-), Mattias Bjärsmyr (17/-), Gabriel (13/1), Georgios Seitaridis (8/-), Filippos Darlas (5/-) - Mittelfeld: Konstantinos Katsouranis (28/8), Sotirios Ninis (26/3), Sebastián Leto (25/6), Giorgos Karagounis (24/2), Gilberto Silva (24/-), Simão (18/-), Stergos Marinos (10/-), Cleyton (4/-), Xenofon Fetsis (1/-) - Angriff: Djibril Cissé (28/23), Dimitrios Salpingidis (28/5), Lazaros Christodoulopoulos (17/1), Ante Rukavina (11/-), Antonis Petropoulos (6/-) - Trainer: Nikolaos Nioplias |

* Alexandros Tziolis (2/-) hat den Verein während der Saison verlassen.

## Trainer
| Verein               | Name                 |
| -------------------- | -------------------- |
| AEK Athen            | Dušan Bajević        |
| Aris Saloniki        | Héctor Cúper         |
| Asteras Tripolis     | Nikos Kostenoglou    |
| Ergotelis            | Nikos Karageorgiou   |
| Iraklis Thessaloniki | Christos Sifkas      |
| Larisa               | Marinos Ouzounidis   |
| Levadiakos           | Momčilo Vukotić      |
| Atromitos            | Giorgos Donis        |
| Olympiakos           | Temur Kezbaia        |
| Panathinaikos        | Henk ten Cate        |
| Panionios            | Giotis Stamatopoulos |
| AO Kavala            | Ioannis Pappakostas  |
| Panthrakikos         | Emilio Ferrera       |
| PAOK Saloniki        | Fernando Santos      |
| PAS Ioannina         | Georgios Paraschos   |
| Xanthi               | Panagiotis Goutsidis |